# Johann Christian Gottlieb Ackermann
Johann Christian Gottlieb Ackermann (Zeulenroda, 17 febbraio 1756 – Altdorf bei Nürnberg, 9 marzo 1801) è stato un educatore, chimico e medico tedesco.

## Biografia
Frequentando l'Università di Jena a soli quindici anni, Johann ebbe come insegnante Ernst Gottfried Baldinger, dove diventarono degli ottimi amici. I due si trasferirono a Gottinga dove studiarono, medicina, scienze classiche, sotto la guida di Christian Gottlob Heyne. Ackermann fu abilitato nel 1775 come privat-docent presso la facoltà medica di Halle, dove visse per due anni. Successivamente, ritornò a Zeulenroda per praticare medicina e fisica. Nel 1786, fu nominato ad Altdorf come professore di chimica. Nel 1794 accettò una posizione di presidente di medicina applicata e, allo stesso tempo, una posizione come capo dell'ospedale locale per i poveri. Morì all'età di 45 anni per tubercolosi.
Il tema delle opere scientifiche di Ackermann furono degli studi storici sulle scienze mediche durante il periodo del Medioevo. Ha raccolto parecchi scritti medici e tradusse delle pubblicazioni di altre lingue in tedesco.

## Pubblicazioni
- Regimen sanitatis Salerni, Stendal, 1790
- Institutiones historicae medicinae, Nuremberg, 1792
- Bemerkungen über die Kenntnis und Kur einiger Krankheiten, 7 libretti in vecchia lingua tedesca, 1794-1800